# Raimund-Zoder-Medaille
Die Raimund-Zoder-Medaille ist die höchste Ehrung, die gegenwärtig von der Bundesarbeitsgemeinschaft Österreichischer Volkstanz (BAG) vergeben wird. Der Namensgeber der Medaille, Raimund Zoder, war ein in Wien lebender Lehrer, der Anfang des 20. Jahrhunderts damit begann, Volkslieder und Volkstänze zu sammeln und aufzuschreiben. Die unregelmäßige Vergabe erfolgt seit der Schaffung im Jahr 1965 durch den Vorstand der BAG.

## Ausführung
Die Vorderseite zeigt den Kopf Raimund Zoders als Portraitrelief und trägt die umlaufende Schrift „Raimund Zoder 1882-1963“ und wurde vom akademischen Bildhauer Wilhelm Gösser geschaffen. Die Rückseite zeigt vier konzentrische Kreise: Der erste (innerste) Kreis zeigt eine stilisierte Blüte, der zweite den von Hilde Lager-Seidl entworfenen Tanzkreis, der dritte Kreis die umlaufende Schrift „Tanz ist Bindung“ (ein Zitat nach Raimund Zoder) und der vierte Kreis die umlaufende Schrift „Bundesarbeitsgemeinschaft Österreichischer Volkstanz“. Der dritte und vierte Kreis sind unterbrochen durch das österreichische Wappen, das Bindenschild. Der Entwurf dieser Seite stammt von Professor Otto Alois Schmidt.

## Preisträger

### Ursprüngliche Medaillen
Bis zum Jahr 2007 wurden alle bis dato vorhandenen Medaillen verliehen an:
- 1966: Elisabeth Zoder, Anton Anderluh, Hans Commenda, Karl Magnus Klier, Georg Kotek, Stephan Löscher, Karl Lugmayer, Otto Alois Schmidt, Richard Wolfram
- 1967: Herbert Lager, Karl Horak, Karl Kubat
- 1968: Hermann Derschmidt, Franz Koschier, Franz Vogl
- 1969: Hans Priegl, Hans Gielge
- 1970: Richard Bammer, Franz und Mirl Grall
- 1973: Alois Staindl
- 1974: Franz Schunko
- 1975: Ilka Peter, Fritz Frank
- 1976: Kurt Wager
- 1980: Fritz Heftner, Herbert Rathner, Heinz Zimmerhackl, Walter Leitner, Hermann Jülg
- 1982: Lois Blamberger, Lois Neuper
- 1984: Ernst Brunner, Walter Schmidt
- 1986: Erich Spirk
- 1990: Volker Derschmidt, Hilde Lager-Seidl
- 1992: Walter Deutsch
- 1993: Gerhard Krajicek
- 1994: Wilfriede Patzelt, Hella Wald
- 1997: Rudolf Hoi
- 2003: Michael Nussdorfer
- 2004: Dieter Hardt-Stremayr
- 2007: Sepp Strausz, Franz Wolf, Kaspar Schreder

### Neuauflage ab 2019
2019 beschloss der Vorstand der BAG, dass eine Neuauflage der Raimund-Zoder-Medaille möglich gemacht werden sollte. Die erste von der Münze Hall geprägte Medaille der Neuauflage wurde am 22. Februar 2020 bei der Generalversammlung der BAG an Franz Fuchs verliehen.
- 2020: Franz Fuchs